# Holoplatys apressus
Holoplatys apressus is een spinnensoort in de taxonomische indeling van de springspinnen (Salticidae).
Het dier behoort tot het geslacht Holoplatys. De wetenschappelijke naam van de soort werd voor het eerst geldig gepubliceerd in 1873 door Powell.